# Eriocaulon lineare
Eriocaulon lineare är en gräsväxtart som beskrevs av John Kunkel Small. Eriocaulon lineare ingår i släktet Eriocaulon och familjen Eriocaulaceae. Inga underarter finns listade i Catalogue of Life.